# Razi Mohebi
Razi Mohebi, född 4 augusti 1971 i Ghazni, i Afghanistan,, afghansk skådespelare, spelade den unge poeten i den iranska filmen Fem på eftermiddagen, som sänts i svensk TV.

## Filmografi
- Panj é asr, Fem på eftermiddagen 2003